# Battlestar Galactica: Razor Flashbacks
Battlestar Galactica: Razor Flashbacks is een serie van zeven webisodes, waarvan de gebeurtenissen plaatsvinden tijdens seizoen twee van Battlestar Galactica. De serie werd later samengevoegd tot een film, genaamd Razor. De serie werd geschreven door Seamus Kevin Fahey en Michael Taylor.

## Verhaal
Het verhaal speelt zich af tijdens het einde van de eerste Cylonoorlog. Het gaat over een jonge William Adama. Hij is op een belangrijke missie om een geheim wapen van de Cylons te vinden op een ijsplaneet.
Alles begint op de 4571ste dag van de oorlog, ongeveer veertig jaar voor de vernietiging van de Twaalf Koloniën. Wanneer de Galactica vooral moet proberen om de Cylons af te weren, heeft Adama zijn eigen problemen. Zijn vriendin is namelijk zwaar gekwetst nadat haar Raptor werd aangevallen door de Cylons. Adama is erop gebrand om de Cylons te vernietigen, maar al snel is hij genoodzaakt een noodlanding te maken op een planeet, waar hij de onverwachte waarheid ontdekt van waar de Cylons aan hebben gewerkt.

## Rolverdeling
- Nico Cortez als de jonge William Adama
- Matthew Bennett als Aaron Doral
- Chris Bradford als Ops Officer
- Campbell Lane als Hybrid
- Jacob Blair als Banzai
- Allison Warnyca als Jaycie McGavin
- Ben Cotton als bange man
- Edward James Olmos als de oude William Adama